# Bolbocerosoma lepidissimum
Bolbocerosoma lepidissimum là một loài bọ cánh cứng trong họ Geotrupidae. Loài này được Brown miêu tả khoa học năm 1928.